# Liste der Träger des Bundesverdienstkreuzes (Ausnahme-Verleihungen)
In dieser Liste werden Träger des Bundesverdienstkreuzes aufgelistet, bei deren Verleihungen Ausnahmen von den allgemeinen Verleihungsvorschriften gemacht wurden.
- Erstverleihungen an Personen unter 40 Jahren nur die niedrigste Stufe → Verdienstmedaille
- Erstverleihungen an Personen, die das 40. Lebensjahr vollendet haben, maximal die zweite Stufe. → Verdienstkreuz am Bande
- Erstverleihungen an Personen, die das 65. Lebensjahr vollendet haben, in begründeten Fällen das 55. Lebensjahr, maximal die dritte Stufe. → Verdienstkreuz 1. Klasse
- Erstverleihungen an Personen, die das 70. Lebensjahr vollendet haben, in begründeten Fällen das 60. Lebensjahr, maximal die vierte Stufe. → Großes Verdienstkreuz
- Verleihung nur an lebende Personen, keine posthume Verleihung
- Das Verdienstkreuz 1. Klasse und das Große Verdienstkreuz werden frühestens vier Jahre, die höheren Ordensstufen frühestens drei Jahre nach der vorangegangenen Auszeichnung verliehen.

## Träger
- Benjamin Adrion (28)
- Franz Beckenbauer (31)
- Dominik Brunner (posthum) → Verdienstkreuz 1. Klasse
- Serap Çileli (39)
- Sandra Ciesek (45)  → Verdienstkreuz 1. Klasse
- Christian Drosten (32)
- Felix Finkbeiner (20)
- Alexander Gerst (38) → Verdienstkreuz 1. Klasse
- Marcel Gleffe (32) → Verdienstkreuz 1. Klasse
- Vitali Klitschko (38)
- Igor Levit (33)
- Mai Thi Nguyen-Kim (33)
- Jürgen Schumann (37, posthum) → Verdienstkreuz 1. Klasse
- Uwe Seeler (34) → Großes Verdienstkreuz
- Bülent Uçar (38)
- Jürgen Vietor (35)

Altersangaben zum Zeitpunkt der Verleihung.